# Kelabat
Kelabat is een bestuurslaag in het regentschap Bangka Barat van de provincie Bangka-Belitung, Indonesië. Kelabat telt 2751 inwoners (volkstelling 2010).